# Detlef Macha
Detlef Macha (Greiz, 13 de diciembre de 1958–Coburgo, 2 de septiembre de 1994) fue un deportista de la RDA que compitió en ciclismo en la modalidad de pista, especialista en las pruebas de persecución.
Ganó cinco medallas en el Campeonato Mundial de Ciclismo en Pista entre los años 1978 y 1982.

## Medallero internacional
| Campeonato Mundial | Campeonato Mundial      | Campeonato Mundial | Campeonato Mundial          |
| Año                | Lugar                   | Medalla            | Competición                 |
| ------------------ | ----------------------- | ------------------ | --------------------------- |
| 1978               | Múnich (RFA)            | Medalla de oro     | Persecución individual (A)  |
| 1981               | Brno (Checoslovaquia)   | Medalla de oro     | Persecución individual (A)  |
| 1981               | Brno (Checoslovaquia)   | Medalla de oro     | Persecución por equipos (A) |
| 1982               | Leicester (Reino Unido) | Medalla de oro     | Persecución individual (A)  |
| 1982               | Leicester (Reino Unido) | Medalla de bronce  | Persecución por equipos (A) |